# Spectralia gracilipes
Spectralia gracilipes är en skalbaggsart som först beskrevs av Melsheimer 1845.  Spectralia gracilipes ingår i släktet Spectralia och familjen praktbaggar. Inga underarter finns listade i Catalogue of Life.